# 楊德恩
楊德恩（1994年10月12日—），出生於台灣台中市，台灣品格籃球協會創辦人兼現任理事長、籃球教練，也是國際籃球個人訓練師，訓練美國、歐洲、亞洲等職業和基層球員，曾協助新竹市光復高中男子籃球隊訓練，獲得中華民國110和111學年度HBL甲級聯賽冠軍。同時特別關注偏鄉教育、品格教育、運動教育、青少職涯和適性發展等議題。
楊德恩16歲起即積極參與弱勢公益，曾任Nike Plan B 助理教練、台灣勞倫斯體育公益計畫種子教師、教育部彰化縣聯絡處暨學生校外會多元課程教師、晨陽學園教師、伊甸基金會志工。2015年8月，創辦台灣品格籃球，透過籃球運動推廣品格教育，企圖解決青少行為偏差、癮症和學習動機低落等問題，同時透過籃球運動推行社區改造計畫，亦曾受邀TED演講。